# Mata Paraibana
Mata Paraibana is een van de vier mesoregio's van de Braziliaanse deelstaat Paraíba. Zij grenst aan de mesoregio's Mata Pernambucana (PE), Agreste Paraibano, Agreste Potiguar (RN) en Leste Potiguar (RN). De mesoregio heeft een oppervlakte van ca. 5.232 km². In 2006 werd het inwoneraantal geschat op 1.327.691.
Vier microregio's behoren tot deze mesoregio:
- João Pessoa
- Litoral Norte
- Litoral Sul
- Sapé

Mesoregio's: Agreste Paraibano · Borborema · Mata Paraibana · Sertão Paraibano

Microregio's: Brejo Paraibano · Cajazeiras · Campina Grande · Cariri Ocidental · Cariri Oriental · Catolé do Rocha · Curimataú Ocidental · Curimataú Oriental · Esperança · Guarabira · Itabaiana · Itaporanga · João Pessoa · Litoral Norte · Litoral Sul · Patos · Piancó · Sapé · Seridó Ocidental · Seridó Oriental · Serra do Teixeira · Sousa · Umbuzeiro